# 922
Évszázadok: 9. század – 10. század – 11. század
Évtizedek: 870-es évek – 880-as évek – 890-es évek – 900-as évek – 910-es évek – 920-as évek – 930-as évek – 940-es évek – 950-es évek – 960-as évek – 970-es évek
Évek: 917 – 918 – 919 – 920 –  921 – 922 – 923 – 924 – 925 – 926 – 927

## Események

### Európa
- A lázadó itáliai nemesség által behívott II. Rudolf felső-burgundiai király bevonul Itáliába és Paviában királlyá koronázzák. I. Berengár Veronába menekül.
- Berengár magyar szövetségesei Itáliában telelnek, majd feldúlják a félsziget középső és déli részét, kifosztják Róma és Nápoly környékét és egészen Apuliáig jutnak; ezt követően zsákmánnyal rakodva hazatérnek.
- Simeon bolgár cár a Bizánci Birodalom balkáni területének nagy részét megszállva tartja. Portyázói Konstantinápoly környékét fosztogatják. A bizánciak megtámadják és elfoglalják a fosztogatók táborát, de a megjelenő bolgár fősereg megfutamítja őket. Eközben Simeon felveszi a kapcsolatot az észak-afrikai Fátimidákkal, hogy közösen vegyék ostrom alá Konstantinápolyt, mert szárazföldi túlereje ellenére nem rendelkezik megfelelő flottával. Az arabok elfogadják az ajánlatát, de követségük hajóit a bizánciak elfogják és lefizetik őket, hogy utasítsák vissza a bolgár szövetséget. Eközben Simeon elfoglalja Adrianopoliszt.
- A nyugati frank nemesség fellázad és elűzik Együgyű Károly királyt, aki Lotaringiába menekül. Helyére Róbertet, Odó korábbi király öccsét választják a királyság urává, akit Reimsben megkoronáznak.

### Abbászida Kalifátus
- Al-Muktadir kalifa eretnekség vádjával Bagdadban kivégezteti Manszúr al-Halládzs szúfi misztikust és költőt.

## Születések
- Siegfried, Luxemburg alapítója

## Halálozások
- február 20. - Theodóra, I. Rómanosz bizánci császár felesége
- március 26. - Manszúr al-Halládzs, szúfi misztikus
- Al-Najrízí, perzsa matematikus és csillagász
- Fortún Garcés, pamplonai király
- II. Galindo Aznárez, aragóniai gróf
- Lucídio Vimaranes, portugál gróf

## Fordítás
Ez a szócikk részben vagy egészben  a(z)   922 című angol Wikipédia-szócikk ezen változatának fordításán alapul.  Az eredeti cikk szerkesztőit annak laptörténete sorolja fel. Ez a jelzés csupán a megfogalmazás eredetét és a szerzői jogokat jelzi, nem szolgál a cikkben szereplő információk forrásmegjelöléseként.